# Kirchenkreis Gelnhausen
Der Kirchenkreis Gelnhausen war einer der Kirchenkreise der Evangelischen Kirche von Kurhessen-Waldeck innerhalb des Sprengels Hanau-Hersfeld. Zum 1. Januar 2020 fusionierte er mit dem benachbarten Kirchenkreis Schlüchtern zum Kirchenkreis Kinzigtal.
In den 20 Kirchengemeinden lebten rund 41.000 Kirchenmitglieder.

## Geographische Lage
Der Kirchenkreis umfasste den gesamten ehemaligen Landkreis Gelnhausen und erstreckte sich damit auf ein Gebiet, das von den südlichen Vogelsbergausläufern bis in den Spessart reicht. Er grenzte im Westen an den Kirchenkreis Hanau, im Osten an den Kirchenkreis Schlüchtern und war ansonsten von den Gebieten der Evangelischen Kirche in Hessen und Nassau im Norden sowie der Evangelisch-Lutherischen Kirche in Bayern im Süden umgeben.

## Kirchengemeinden
Der Kirchenkreis Gelnhausen bestand aus folgenden Kirchengemeinden:
| Kirchengemeinde          | Kirchen                                                                                                   |
| ------------------------ | --- |
| Auf dem Berg             | Breitenborn, Hain-Gründau (Laurentiuskapelle), Niedergründau (Bergkirche), Lieblos (Paul-Gerhardt-Kirche) |
| Aufenau                  | Aufenau, Kassel (Emmauskirche), Neudorf                                                                   |
| Bad Orb                  | Bad Orb                                                                                                   |
| Bieber                   | Bieber (Laurentiuskirche, Untere Kirche)                                                                  |
| Birstein                 | Birstein                                                                                                  |
| Brachttal-Hellstein      | Hellstein (Erlöserkirche)                                                                                 |
| Brachttal-Schlierbach    | Schlierbach (Friedenskirche)                                                                              |
| Brachttal-Udenhain       | Udenhain (St.-Martins-Kirche)                                                                             |
| Freigericht              | Somborn (Johanneskirche)                                                                                  |
| Gelnhausen               | Gelnhausen (Marienkirche)                                                                                 |
| Haitz-Höchst             | Haitz (Dankeskirche)                                                                                      |
| Kempfenbrunn-Flörsbach   | Flörsbach, Kempfenbrunn (St. Marien)                                                                      |
| Kirchbracht              | Kirchbracht                                                                                               |
| Lichenroth               | Lichenroth                                                                                                |
| Linsengericht            | Altenhaßlau (Martinskirche), Eidengesäß, Großenhausen                                                     |
| Lohrhaupten-Lettgenbrunn | Lettgenbrunn, Lohrhaupten                                                                                 |
| Meerholz-Hailer          | Meerholz (Schlosskirche)                                                                                  |
| Neuenhaßlau-Gondsroth    | Neuenhaßlau, Gondsroth                                                                                    |
| Niedermittlau            | Niedermittlau                                                                                             |
| Spielberg-Waldensberg    | Spielberg, Waldensberg                                                                                    |
| Unterreichenbach         | Unterreichenbach                                                                                          |
| Wächtersbach-Stadt       | Wächtersbach                                                                                              |
| Wächtersbach-Wittgenborn | Wittgenborn                                                                                               |